# 박은숙
박은숙(1955년 11월 29일 ~ )은 대한민국의 성우이다. 1973년 CBS 공채 성우로 데뷔하였으며 언론통폐합으로 인해 현재는 KBS 14기로 분류된다.

## 애니 출연작
- 외계소년 위제트(KBS) - 위제트
- 카드캡터 체리(SBS) - 케로
- 미르모 퐁퐁퐁(SBS) - 야초 / 앙크미
- 보노보노 - 보노보노
- 달의 요정 세일러문(KBS) - 루나 (초반부)
- 드래곤볼 (비디오) - 크리링 / 치치
- 내 친구 해치(SBS) - 삐치
- 짱구는 못말려(SBS) - 유리 / 와르르맨션 주인 아줌마 / 광자
- 별나라 손오공(KBS)
- 날아라 슈퍼보드 2기(KBS) - 집 여주인 / 게 요괴
- 명탐정 코난(투니버스) - 박소선 / 황을주
- 동글동글 해롱이(SBS) - 해롱이
- 스피드왕 번개(SBS) - 허종지
- 슈퍼인간 보그맨 - 메모리 진
- 보리와 짜구(KBS) - 도도
- 가이스터즈(MBC) - 에레시아
- 아벨 탐험대(KBS) - 할머니
- 무지개요정 통통(KBS) - 림보
- 채채퐁 김치퐁(KBS) - 미로
- 요술공주 밍키(SBS) - 차모 / 평화마을 소년 보니 / 엄마 인어
- 무지개 요정 큐티하니(SBS) - 팬더 졸라
- 우주특공대 바이오맨 - 피보 / 파라
- 몬타나 존스(MBC)
- 바다소년 트리톤(KBS) - 루카
- 엄마찾아 삼만리
- 영심이(KBS) - 구월숙
- 칠판 - 할랄레
- 오리대장 꽉꽉(SBS) - 위니
- 원피스(투니버스) - 코코로
- 죽어도 예쁜 걸(투니버스) - 교감
- 뽀빠이(투니버스) - 푸빠이
- 요괴사냥꾼 댕기(VIDEO) - 리에 선배
- 알펜로즈(VIDEO) - 미스 카탈리나 / 클라라
- 투장 다이모스(VIDEO) - 레베카 / 에리다 장군 (처음)
- 우주여왕(VIDEO) - 천년여왕
- 변신전사 트랜스 토디 - 토디 (장팔)
- 형제전사 에이스맨(VIDEO) - 여간부 실비아
- 핑크요정 페루샤(VIDEO) - 페루샤 엄마 / 요정 2
- 라모네기사(VIDEO) - 빨간 머리 뱀 / 카페오레
- 말괄량이 마법학교(투니버스) - 배트
- 가면라이더 드래건(투니버스) - 외숙모 / 몬스터 2 / 마리
- 내일의 나쟈(투니버스) - 안나 페트로 / 해설
- 몬스터(투니버스) - 프랑카 헤니히 부인
- 메리다와 마법의 숲 - 마녀
- 아이스 에이지 4~5 - 시드의 할머니
- 은비까비의 옛날옛적에(KBS)
- 학교유령(투니버스)

## 외화 출연작
- 내 남자친구의 결혼식(KBS) - 손님(캐리 프레스턴) / 의상 디자이너(로즈 엡두) / 키미의 아빠의 비서(니디아 테라시나)
- 바람과 함께 사라지다(KBS) - 흑인 시녀(버터플라이 맥퀸)
- 마지막 황제(KBS) - 가이드(루시아 황)
- 시스터 액트(SBS, KBS) - 어린 돌로레스 / 티나 / 로버트 (웬디 마케나)
- 시스터 액트 2(KBS) - 로버트 (웬디 마케나)
- 아직은 사랑을 몰라요
- 유산상속 벼락부자(SBS)
- 사소한 이야기들(KBS) - 키미
- 해리포터 시리즈(SBS) - 몰리 위즐리(줄리 월터스)
- 폴리스 아카데미 3(KBS) - 훅스
- 폴리스 아카데미 6(KBS) - 훅스
- 사이더 하우스(KBS) - 안젤라 (케시 베이커)
- 스플래시(KBS) - 스티머로 부인 (도디 굿맨)
- 마이티 덕 2(KBS) - 찰리
- 케빈은 12살(KBS) - 폴
- 파라다이스 로드 - 버스탁
- 블루문 특급(KBS) - 디페스토
- 프리잭(KBS) - 수녀(어맨다 플러머)
- 레인 피플(KBS) - 엘렌(로라 크루스)
- 아나스타샤(KBS) - 백작부인(마르시타 헌트)
- 소공녀(KBS) - 베키(시빌 제이슨)
- 죠스 2 (KBS) - 재키(도나 윌키스) / 보트 여성(장 콜터)
- 잰디의 신부 (KBS) - 마리아(수잔 티렐)
- 도검소 (SBS) - 금봉황
- 디트로이트 락 시티
- 핀지콘티니가의 정원(KBS)
- 엠마(KBS)
- 뒤죽박죽 고향방문(KBS)
- 프리 머니(KBS)
- 마이티 덕 3(KBS)
- 명탐정 디씨(KBS)
- 스트레이트 스토리(KBS)
- 고인돌가족 플린스톤 2(KBS)
- 원초적 무기(SBS)
- 스티븐 킹의 토미노커스(KBS)